# Carrie Dobro
Carrie Dobro (* 30. Mai 1957) ist eine amerikanische Schauspielerin.

## Leben
Carrie Dobro stammt aus New York. Ihr erster Auftritt in einer Science-Fiction-Fernsehserie war die Rolle der Kulai in der ABC-Serie Hypernauts, produziert von John Copeland. Dobro hat auch in bekannten Fernsehserien wie Beverly Hills 90210, Palm Beach-Duo und Schatten der Leidenschaft mitgewirkt. Als zweifache Gewinnerin des Drama-Logue Awards hat sie in über 50 Bühnenproduktionen Off-Broadway und in regionalen Theatern gespielt. Ihr Repertoire umfasst eine breite Palette von Genres, von Shakespeare bis zur Farce. 
Zusätzlich zu ihrer Schauspielkarriere tritt Carrie Dobro auch als Stand-up-Komikerin auf. Eine wiederkehrende Rolle hatte Dobro im Jahr 1999 als Dureena Nafeel in der Science-Fiction-Fernsehserie Crusade.

## Filmografie (Auswahl)
- 1993: Palm Beach-Duo (Fernsehserie, eine Folge)
- 1994: Illicit Dreams – Verbotene Liebe
- 1996: Hypernauts (Fernsehserie, 11 Folgen)
- 1996: Townies (1 Folge)
- 1996–1997: Babylon 5 (Fernsehserie, 2 Folgen)
- 1997: The Emissary: A Biblical Epic
- 1998: The Assault
- 1999: Beverly Hills, 90210 (Fernsehserie, eine Folge)
- 1999: Animated Stories from the New Testament (Fernsehserie, Synchronisation, eine Folge)
- 1999: Babylon 5: Waffenbrüder
- 1999: Crusade (Fernsehserie, 13 Folgen)
- 2004: Strong Medicine: Zwei Ärztinnen wie Feuer und Eis (Fernsehserie, eine Folge)
- 2010: A Marine Story (Stimme)